# Potere d'acquisto collettivo
I gruppi d'acquisto collettivo sono gruppi di persone che si uniscono per ottenere, in virtù del loro numero, prezzi convenienti o sconti per l'acquisto di beni o servizi.

## Il potere d'acquisto collettivo come modello di business
Il potere d'acquisto collettivo è un approccio cooperativo che fa leva sulla dimensione di un determinato gruppo di acquirenti per offrire al cliente condizioni molto vantaggiose per l'acquisto di prodotti. Diverse aziende hanno usato quest'idea come modello di business, ad esempio offrendo determinati prodotti a prezzi scontati a tutti i clienti paganti una quota di iscrizione, oppure offrendo offerte particolarmente vantaggiose valide solo al raggiungimento di un determinato numero di acquirenti.

## Esempi
Un esempio dell'utilizzo del potere d'acquisto collettivo può essere l'ambito dentistico dove vengono negoziati sconti per trattamenti per i membri di un gruppo di utenti. La qualità del servizio non varia in quanto la situazione è conveniente per tutte le parti coinvolte: i dentisti possono infatti offrire i loro servizi a prezzi scontati mantenendo il loro margine di profitto grazie all'aumento del numero dei pazienti, i pazienti hanno il vantaggio di ottenere gli stessi servizi a prezzi scontati.
Un esempio di potere d'acquisto collettivo applicato alle nuove tecnologie si ha con i siti basati sul modello dei gruppi di acquisto; questi siti possono cercare di ottenere prezzi migliori per beni o servizi al raggiungimento di un determinato numero di persone interessate oppure possono proporre offerte particolarmente vantaggiose già concordate ma valide solo al raggiungimento di un determinato numero di utenti disponibili all'acquisto.

## Concetti simili
Il potere d'acquisto collettivo non dev'essere confuso con il potere d'acquisto, che è la capacità di un individuo o di un gruppo di individui di acquistare beni o servizi indipendentemente dalla somma di denaro a disposizione.
A questo proposito esistono dei siti che creano dei gruppi di persone per aumentare il proprio potere di acquisto, si tratta semplicemente di recarsi fisicamente dal venditore in gruppo, poi individualmente si richiede il prodotto voluto, la forza del gruppo porterà il venditore ad effettuare vantaggiose offerte e l'utente a risparmiare.
Per cercare questi siti nella rete bisogna raffinare la ricerca sui gruppi di acquisto, tipo aggiungere la città in cui ci si trova e/o la categoria voluta, auto, moto, assicurazioni, mutui, etc.